# منطقه پینگ‌فانگ (هئی‌لونگ‌جیانگ)
منطقه پینگ‌فانگ (چینی ساده‌شده: 平房区; چینی سنتی: 平房區; پین‌یین: Píngfáng Qū) یکی از مناطق شهر هاربین، استان هئی‌لونگ‌جیانگ چین است که منتی‌الیه جنوبی منطقهٔ شهری هاربین را شامل می‌شود. این منطقه که کمترین وسعت را در تقسیمات اداری هاربین را دارد، از شمال با شیانگ‌فانگ، از شرق با آچنگ، از جنوب غربی به شوانگ‌چنگ و از غرب با نان‌گانگ هم‌مرز است. 
منطقه پینگ‌فانگ ۹۲٫۴ کیلومتر مربع مساحت و ۲۳۸٬۹۴۵ نفر جمعیت دارد.

## تاریخچه
پینگ‌فانگ مقر یگان جنگ بیولوژیکی ۷۳۱ ژاپن در طول تهاجم ژاپنی‌ها به چین و جنگ جهانی دوم بود. این یگان دسترسی به فرودگاه، راه‌آهن و سیاه‌چال داشت. بیشتر پینگ‌فانگ توسط مقامات ژاپنی برای از بین‌بردن شواهد سوزانده‌شد، اما کوره‌ای که بقایای قربانیان در آن سوخته‌شده بود، باقی‌مانده و هنوز به عنوان بخشی از یک کارخانه مورد استفاده قرار می‌گیرد. 
این کارخانه امروزه موزه‌ایست برای نمایش جنایات جنگی متعدد قوای ژاپنی در طول اشغال این منطقه از چین در طول دهه‌های ۱۹۳۰ و ۱۹۴۰ میلادی.

## تقسیمات اداری
منطقه آچنگ به ۹ ناحیه و ۱ شهرک تابعه تقسیم شده است. یک «میدان» هم‌سطح قصبه نیز تابع این شهرستان می‌باشد، که شامل مزارع و واحدهای تولیدی کشاورزی. 
- ناحیه باوگوو (保国街道، Bǎoguó jiēdào)
- ناحیه پینگ‌شنگ (平盛街道، Píngshèng jiēdào)
- ناحیه پینگ‌شین (平新街道، Píngxīn jiēdào)
- ناحیه جیان‌آن (建安街道، Jiàn'ān jiēdào)
- ناحیه شین‌جیانگ (友协街道، Xīnjiāng jiēdào)
- ناحیه شینگ‌جیان (兴建街道، Xīngjiàn jiēdào)
- ناحیه شین‌وئی (新伟街道، Xīnwěi jiēdào)
- ناحیه لیان‌منگ (联盟街道، Liánméng jiēdào)
- ناحیه یووشیه (友协街道، Yǒuxié jiēdào)

- شهرک پینگ‌فانگ (平房镇، Píngfáng zhèn)

- میدان زراعتی پینگ‌فانگ (平房农场، Píngfáng nóngchǎng)